# Neodryinus typhlocybae
Espèce
Neodryinus typhlocybae est une espèce d'hyménoptère parasitoïde de la famille des Dryinidae. Il est le prédateur naturel de la Cicadelle blanche.